# 地方の時代
地方の時代（ちほうのじだい）とは、日本において1970年代からみられる、地域主義を主張するスローガンである。国がコントロールする中央集権に対する反論であり、過去、何度かの盛り上がりをみせた。

## 1970年代
「地方の時代」は1970年代はじめから、長洲一二、畑和、宮澤弘など「論客」ともいわれた地方自治を担う何人かの首長によって提唱された。また、松下圭一、西尾勝、力石定一など学界からもこれを理論づける主張や提言がみられた。1978年7月に「第一回地方の時代シンポジウム」が横浜市で2日間にわたり開催され、長洲一二神奈川県知事は「地方の時代とは、政治や行財政システムを委任型集権制から参加型分権制に切り替えるだけでなく、生活様式や価値観の変革をも含む新しい社会システムの探求である」と定義づけた。この定義にあるように、単なる、地方分権など政治・行政システムのあり方の変革のみならず、社会システムから、さらに社会思想に及ぶ全般的なあり方を問うものといえる。ただ、この時期に「地方の時代」を主張していたのは、主として大都市圏の自治体であった。先のシンポジウムも、東京都、埼玉県、神奈川県、横浜市及び川崎市の5つの自治体により設置された「首都圏地方自治研究会」が、直面する首都圏の問題の打開と自治体自身の自己革新の方向をさぐるために提言を試みた政策提言プロジェクトの一環としてであった。「地方の時代」は一時流行語となったが、1979年4月の統一地方選挙を前にしていたことといい、たぶんに政治的なものであった。
その意味では、平松守彦大分県知事など後の時代の主張とは、同じ「地方の時代」を主張しても、かなり背景は異なっている。ただ、1979年の大平正芳首相の「田園都市構想」もこの系譜に連なる部分があり、成長政策の行き詰まりなど、時代の雰囲気を表している。
時代背景として、戦後30年を迎え先進国の一員として科学技術に裏づけされた工業化社会がある程度達成されたものの、環境破壊、資源浪費、人間疎外、経済的豊かさが生活の豊かさにつながっていないなど、さまざまな問題があらわれていたことが挙げられる。世界的にも、シューマッハの「スモール・イズ・ビューティフル」、ソフトパス論なども影響している。
政治的には、「革新自治体」の動きが深く関係している。「革新自治体」による「中央包囲網」論すらあった時代であり、中央政府から施策メニューと財源が示され、その指定獲得こそが地域振興に結びつくという「中央直結」のアンチテーゼの具体的実践として、「革新自治体」は住民のみならず、学界や他の自治体からの期待も背負っていた。

## 1980年代の地方の反乱
このあと、地方の時代は進展を見せなかった。1980年代の財政再建路線により地方への財政資金フローが減少、地方からの人口流出が再び激しくなり、大都市圏と地方圏との格差が拡大した。この状況をとらえ、平松守彦・大分県知事は「地方試練の時代」、細川護煕・熊本県知事は「地方反乱の時代」と呼んだ。細川は熊本県の「日本一づくり運動」を推進、『雛の論理』（岩國哲人との共著）も著した。地方の抵抗、独自施策が脚光を浴びた。この時期が地方が一番輝いていた時期といえるかも知れない。

## 1990年代以降
1990年代には、バブル崩壊後の景気対策として国の要請もあり、地方においてかなりの量の公共事業が行われた。しかしながら、その内容より事業量の確保が重視された面があり、その反動から、中央の論理では地方、もっと広く言えば世の中は良くならないのではないかとの反省が芽生え、地方からの運動がみられるようになった。「地域らしさ」を示すための自治体の独自施策として、のちに梶原・岐阜県知事が「善政競争」と呼んだ各種の動きも始まった。1998年には月尾嘉男・東京大学教授の呼びかけで、寺田典城・秋田県知事、増田寛也・岩手県知事、浅野史郎・宮城県知事、梶原拓・岐阜県知事、北川正恭・三重県知事、橋本大二郎・高知県知事が集まって「地域から変わる日本」の活動が始まり、「改革派知事」と呼ばれるようになった。堂本暁子・千葉県知事、片山善博・鳥取県知事も「改革派」グループに入る。全国知事会もそれまでは親睦団体的な色彩が強かったが、2003年には梶原知事の呼びかけで、「闘う知事会」のスローガンのもと、国に対して積極的に主張した。